# Wikipédia en francoprovençal
Wikipédia en francoprovençal (en francoprovençal : Vouiquipèdia ou Vouiquipèdia en arpetan ou Vouiquipèdia arpetana) est l’édition de Wikipédia en francoprovençal (ou arpitan), langue gallo-romane parlée en France, en Suisse et dans la Vallée d'Aoste et le Piémont en Italie. L'édition est lancée en mars 2006. Son code est : frp.
Au 22 mars 2025, l'édition en francoprovençal contient 5 801 articles et compte 17 943 contributeurs, dont 29 contributeurs actifs et 2 administrateurs.
L'édition en francoprovençal est un des outils pour la conservation d'une langue très menacée et parlée par seulement 60 000 à 80 000 personnes.

## Présentation

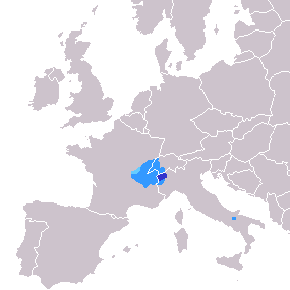
Aire de diffusion du francoprovençal.

Après une demande de création auprès de la Fondation Wikimédia, l'édition en francoprovençal de Wikipédia est lancée le 24 mars 2006,.
L'édition de Wikipédia en francoprovençal est considérée par ses créateurs comme un moyen de défendre une langue en danger.
L’encyclopédie Wikipédia en francoprovençal comporte surtout des articles sur la langue, la littérature, la culture et la recherche linguistique concernant le francoprovençal. Certains articles concernent les institutions linguistiques telles que le Glossaire des patois de la Suisse romande, une source linguistique majeure du francoprovençal, ou les activités des organisations régionales telles que l’Aliance culturèla arpitanna, d’autres la géographie des trois pays de l'aire de diffusion de la langue, parfois appelée « Arpetanie » : la France, la Suisse et l’Italie.

## Graphie utilisée
Comme l'occitan, le francoprovençal (ou arpitan) regroupe plusieurs dialectes et patois régionaux, parmi lesquels, en France, le bressan, le burgondan, le lyonnais, le mâconnais, le savoyard, en Italie le valdôtain et en Suisse, le fribourgeois, le valaisan et le vaudois.
Pour permettre la cohabitation entre ces différents dialectes, le projet a mis en place une page intitulée « Informations sur la graphie » sur laquelle a été entreprise une démarche visant à « unir [les] écritures pour ne pas trop sombrer dans des petits désaccords orthographiques... ». Il n’est toutefois pas indiqué sur cette page si une règle claire a finalement été définie
sur cette question, bien que l'orthographe de référence B (ORB) y soit mentionnée.

## Principales dates et statistiques
- 24 mars 2006, date officielle de création de l'édition de Wikipédia en francoprovençal[5].
- 18 avril 2006, création du premier article[5].
- 22 avril 2006, elle compte quelque 100 articles[5].
- 4 mai 2006, elle compte quelque 500 articles[5].
- 17 mai 2006, elle compte quelque 1 000 articles[5].
- 17 septembre 2009, elle compte quelque 2 071 articles et 1 718 utilisateurs[réf. souhaitée]
- 20 avril 2010, elle compte quelque 2 095 articles[5].
- Juin 2014, elle compte quelque 2 300 articles, plus de 6 400 contributeurs inscrits, dont 15 ont été actifs au cours des 30 derniers jours, soit l’équivalent d’environ 18 contributeurs pour un million de locuteurs. La page d’accueil de Wikipédia en francoprovençal est consultée en moyenne environ 250 fois par jour. Durant les trois premières semaines du mois de juin 2014, les dix articles les plus consultés, hors pics de consultation ponctuels non représentatifs, étaient « Vagin », « Wikipédia », « Italie », « Anglais », « États-Unis d’Amérique », « France », « Arpitan », « Allemagne », « Europe » et « Royaume-Uni »[4].
- 2 mai 2018, elle la 200e édition linguistique de Wikipédia par le nombre d'articles[8] et la 185e par le nombre d'utilisateurs enregistrés[9], parmi les 303 éditions linguistiques actives.
- 31 août 2018, elle compte quelque 3 132 articles, 10 600 utilisateurs, 18 utilisateurs actifs et 2 administrateurs[10]. Au 2 mai 2018, l'édition de Wikipédia en francoprovençal était 200e édition linguistique de Wikipédia par le nombre d'articles[8] et la 185e par le nombre d'utilisateurs enregistrés[9], parmi les 303 éditions linguistiques actives.
- 8 décembre 2018, elle compte quelque 3 230 articles, 10 818 utilisateurs, 17 utilisateurs actifs et 2 administrateurs[10].
- 27 avril 2020, elle compte quelque 3 642 articles.
- 28 septembre 2022, elle contient 5 630 articles et compte 14 865 contributeurs, dont 26 contributeurs actifs et 2 administrateurs.
- 13 septembre 2024, elle contient 5 794 articles et compte 17 328 contributeurs, dont 28 contributeurs actifs et 2 administrateurs.